# Astragalus rigidulus
Astragalus rigidulus är en ärtväxtart som beskrevs av Aleksandr Andrejevitj Bunge. Astragalus rigidulus ingår i släktet vedlar, och familjen ärtväxter. Inga underarter finns listade i Catalogue of Life.